# Paul X. Kelley

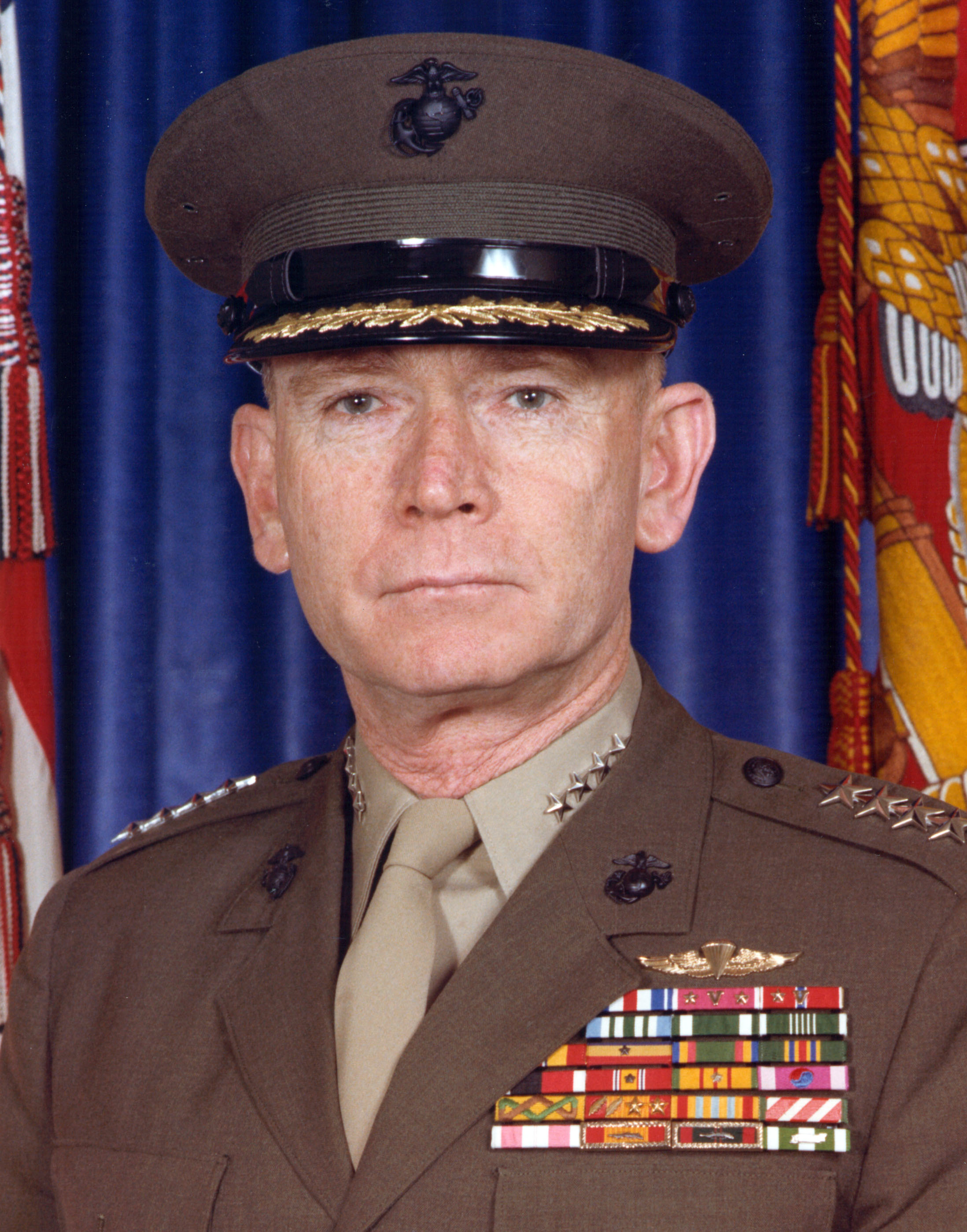
General Paul X. Kelley

Paul Xavier Kelley (* 11. November 1928 in Boston, Massachusetts; † 29. Dezember 2019 in McLean, Virginia) war ein US-amerikanischer General des US Marine Corps, früherer Commandant of the Marine Corps (CMC) sowie Wirtschaftsmanager.

## Leben

### Militärische Laufbahn
Kelley studierte nach dem Schulbesuch Wirtschaftswissenschaft an der Villanova University und schloss dieses Studium 1950 mit einem Bachelor of Science (B.S. Economics) ab.
Im Anschluss trat er 1950 seinen Militärdienst im US Marine Corps an und stieg bis zu seiner Versetzung in den Ruhestand 1987 bis zum General auf.
Nach seiner Beförderung zum Major im März 1961 war er mehrere Jahre Verbindungsoffizier zu den Royal Marines, ehe er 1965 während des Vietnamkrieges Kommandeur des 2. Bataillons des 4. Marines-Regiment und als solcher im Januar 1966 zum Oberstleutnant befördert wurde. Während dieser Zeit wurde er mehrfach ausgezeichnet und erhielt unter anderem drei Mal den Legion of Merit in V-Ausführung (Valor Device), zwei Mal den Bronze Star in V-Ausführung, den Silver Star sowie die Distinguished Service Medal. Im April 1970 folgte seine Beförderung zum Oberst sowie zum Kommandeur des 1. Marines-Regiment in der Marine Corps Base Camp Pendleton.
Nach seiner Beförderung zum Brigadegeneral wurde er am 6. August 1974 Kommandierender General der 4. Marineinfanterie-Division in New Orleans im Fleet Marine Force. Später war er nach seiner Beförderung zum Generalmajor am 29. Juni 1976 Direktor des Entwicklungszentrums, Direktor des Ausbildungszentrums sowie zuletzt Stellvertretender Stabschef des US Marine Corps für Anforderung und Programme. Am 4. Februar 1980 wurde er zum Generalleutnant befördert und wurde als solcher erster Kommandeur der Rapid Deployment Joint Task Force im US Central Command.
Am 1. Juli 1981 wurde er zum General befördert und zugleich Assistant Commandant of the Marine Corps (ACMC) und hatte diese Position bis zum 30. Juni 1983 inne. Im Anschluss folgte er General Robert H. Barrow als Kommandant des US Marine Corps und bekleidete diese Funktion bis zu seiner Versetzung in den Ruhestand am 30. Juni 1987.
Von 1990 bis 1994 war Kelley Vorsitzender der American Battle Monuments Commission (ABMC), einer kleinen unabhängigen Behörde der Exekutive der US-Bundesregierung, die seit 1923 für den Bau, die Verwaltung und Erhaltung von 24 US-amerikanischen Soldatenfriedhöfen und 25 Denkmälern in Europa, Mittelamerika, Nordafrika, Asien und Ozeanien verantwortlich ist und in den USA drei Monumente verwaltet.

### Tätigkeit in der Privatwirtschaft
Nach seinem Ausscheiden aus dem aktiven Militärdienst wechselte er in die Privatwirtschaft und war seit 1987 Vize-Vorstandsvorsitzender von Cassidy and Associates, Inc. Daneben war er Vorstandsmitglied in zahlreichen weiteren Unternehmen wie AlliedSignal, GenCorp, Park Place Entertainment, PHH Corporation, Saul Centers, Inc., Sturm, Ruger & Co., UST Global sowie Wackenhut. Außerdem ist er Partner der J.F. Lehman & Company.
Daneben engagierte er sich in zahlreichen weiteren Organisationen und Institutionen und war von 2007 bis 2008 Präsident des renommierten Alfalfa Club in Washington, D.C., dessen Mitglied er seit 1983 war. Er war außerdem Mitglied des Verwaltungsrates der Partnership for Public Service, Vorstandsmitglied des National Legal Center for the Public Interest und Mitglied des Beratungsgremiums der Foundation for Defense of Democracies.
Kelley, der bei der Präsidentschaftswahl in den Vereinigten Staaten 2004 die republikanischen Kandidaten George W. Bush und Dick Cheney unterstützte, engagierte sich außerdem im Council on Foreign Relations.

## Auszeichnungen und Ehrungen
Auswahl der Dekorationen, sortiert in Anlehnung der Order of Precedence of the Military Awards:
- Defense Distinguished Service Medal
- Navy Distinguished Service Medal
- Army Distinguished Service Medal
- Air Force Distinguished Service Medal
- Silver Star
- Legion of Merit
- Bronze Star Medal
- Joint Service Commendation Medal
- Navy & Marine Corps Commendation Medal
- Army Commendation Medal
- Navy Unit Commendation
- Navy Occupation Service Medal
- National Defense Service Medal (2 ×)
- Vietnam Service Medal (2 ×)

Kelly wurde 1985 mit dem Ehrendoktor der United States Sports Academy in Daphne, Alabama ausgezeichnet.